# Polémique (jeu)
Pour les articles homonymes, voir Polémique (homonymie).
 (Mai 2025).
Motif : Pas de sources centrées sur le jeu
- Archive Wikiwix
- Bing
- Cairn
- DuckDuckGo
- E. Universalis
- Gallica
- Google
- G. Books
- G. News
- G. Scholar
- Persée
- Qwant
- (zh) Baidu
- (ru) Yandex
- (wd) trouver des œuvres sur Wikidata

| 1. | Préciser le motif de la pose du bandeau. | Précisez le motif de la pose du bandeau en utilisant la syntaxe suivante : {{admissibilité à vérifier\|date=mai 2025\|motif=remplacez ce texte par le motif}}                        |
| 2. | Informer les utilisateurs concernés.     | Pensez à avertir le créateur de l'article, par exemple, en insérant le code ci-dessous sur sa page de discussion : {{subst:avertissement admissibilité à vérifier\|Polémique (jeu)}} |

 (avril 2018).
Polémique est un jeu de société québécois, édité au Québec par Productions Daniel Jasmin.
C'est un jeu proposant 208 affirmations sur lesquelles il faut se prononcer (d'accord ou pas d'accord), puis deviner l'opinion de ses adversaires,.

## Principe
Un joueur tire une carte : par exemple «Une mère qui ne travaille pas à l'extérieur risque de s'abrutir avec le temps.» Le joueur qui a lu l'affirmation dit s'il est d'accord ou pas et se justifie en quelques mots. Ensuite, à l'aide des deux cartes prévues à cet effet, tous les autres joueurs indiquent secrètement s'ils sont d'accord ou pas. Enfin, le joueur tente de deviner l'opinion des autres. Pour chaque opinion bien devinée, il gagne un jeton.

## Rééditions
Au fil des années, il y a eu plusieurs éditions du Polémique. La dernière version de Polémique comportait: le jeu Aveux, grand Sage et Philo 101. Au total, plus de 40 000 jeux ont été vendus au Québec et en France.

## Nouvelles éditions - septembre 2018
Une nouvelle édition sera éditée par Flabbergaxt. Elle permettra de jouer jusqu'à 8 joueurs et comportera de nouvelles cartes, un nouveau graphique et des règles améliorées.